# عدد رایلی
عدد رایلی(به انگلیسی: Rayleigh number) یک عدد بدون بعد می‌باشد که در دینامیک سیالات نشان دهندهٔ نسبت نیروی شناوری به پخش گرما می‌باشد. این عدد در انتقال گرمای جابجایی طبیعی کاربرد دارد. همچنین عدد رایلی از ضرب عدد گراشوف که نشان دهنده ارتباط بین نیروی شناوری و ویسکوزیته است و عدد پرنتل که نشان دهندهٔ ارتباط نفوذ اندازه حرکت (ویسکوزیته سینماتیک) به نفوذ گرمایی است، حاصل می‌شود. این عدد به افتخار فیزیک‌دان انگلیسی جان ویلیام استرات، سومین بارون ریلی(به انگلیسی: John William Strutt, 3rd Baron Rayleigh) نام گذاری شده‌است.

## رابطه
در جابجایی آزاد سیال در نزدیکی دیوارهٔ عمودی:
{\displaystyle \mathrm {Ra} _{x}=\mathrm {Gr} _{x}\mathrm {Pr} ={\frac {g\beta }{\nu \alpha }}(T_{s}-T_{\infty })x^{3}}
که در این رابطه:
- x = طول مشخصه
- Rax = عدد رایلی در طول x
- Grx = عدد گراشوف در طول x
- Pr = عدد پرنتل
- g =شتاب گرانشی
- Ts = دمای سطح (دمای دیواره)
- T∞ = دمای محیط اطراف (دمای سیال دور از دیواره)
- ν = ویسکوزیته سینماتیک
- {\displaystyle \alpha \,} = ضریب نفوذ گرمایی
- β = ضریب انبساط حرارتی